# Európai kisállamok játéka
Az európai kisállamok játéka (Games of the Small States of Europe, GSSE) kétévente megrendezett nemzetközi sportesemény, amelyet San Marino indított el. 1985 óta rendezik meg, eleinte nyolc, 2009-től – Montenegró csatlakozásával – kilenc állam részvételével. A játékokat mindig május végén vagy június elején bonyolítják le.

## Története
1981-ben, a Baden-Badenben megrendezett olimpiai kongresszus során vetődött fel, hogy az egymillió főnél kisebb lakosságú európai államok szervezzenek külön versenyeket. Fontos kritérium, hogy a résztvevőknek NOB-tagsággal kell rendelkezniük. Az első verseny megrendezéséről 1984-ben született meg a döntés.

## Tagállamok

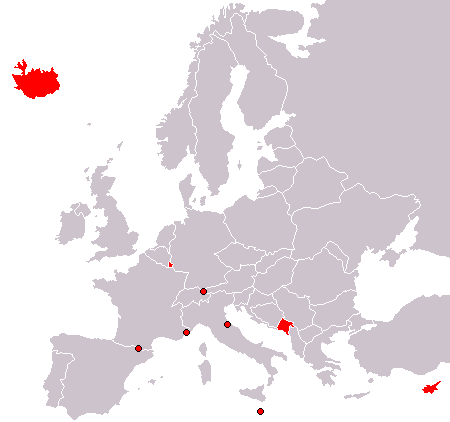
Pirossal jelölve a tagállamok

- Andorra
- Ciprus
- Izland

- Liechtenstein
- Luxemburg
- Málta

- Monaco
- Montenegró
- San Marino

 Feröer is igényét fejezte ki a részvételre, de lehetséges tagságával problémák merülnek fel: egyrészt nem független állam (Dánia része), másrészt pedig nem tagja a NOB-nak.

## Rendezések
| Játékok | Játékok               | Játékok       | Játékok                                                | Játékok    |
| Időpont | Időpont               | Rendező       | Rendező                                                | Résztvevők |
| ------- | --------------------- | ------------- | ------------------------------------------------------ | ---------- |
| 1985    | május 23–26.          | San Marino    | San Marino                                             | 222        |
| 1987    | május 14–17.          | Monaco        | Monaco                                                 | 468        |
| 1989    | május 17–20.          | Ciprus        | Nicosia                                                | 675        |
| 1991    | május 21–25.          | Andorra       | Andorra la Vella                                       | 697        |
| 1993    | május 25–29.          | Málta         | Valletta                                               | 690        |
| 1995    | május 29. – június 3. | Luxemburg     | Luxembourg                                             | 684        |
| 1997    | június 2–7.           | Izland        | Reykjavík                                              | 714        |
| 1999    | május 24–29.          | Liechtenstein | Vaduz                                                  | 566        |
| 2001    | május 29. – június 2. | San Marino    | San Marino                                             | 658        |
| 2003    | június 2–7.           | Málta         | Valletta                                               | 765        |
| 2005    | május 30. – június 4. | Andorra       | Andorra la Vella                                       | 793        |
| 2007    | június 4–június 9.    | Monaco        | Monaco                                                 | 786        |
| 2009    | június 1–6.           | Ciprus        | Nicosia Limassol Machairas                             | 843        |
| 2011    | május 30. – június 4. | Liechtenstein | Vaduz Mauren Triesen Schaan Balzers Eschen Triesenberg | 750        |
| 2013    | május 27. – június 1. | Luxemburg     | Luxembourg                                             | 762        |
| 2015    | május 27. – június 1. | Izland        | Reykjavík                                              | 789        |
| 2017    | május 29. – június 3. | San Marino    | San Marino                                             | 889        |
| 2019    | május 27. – június 1. | Montenegró    | Budva                                                  | 846        |
| 2021    | –                     | Andorra       | Andorra la Vella                                       | –          |
| 2023    |                       | Málta         | Valletta                                               |            |
| 2025    |                       | Andorra       | Andorra la Vella                                       |            |
| 2027    |                       | Monaco        | Monaco                                                 |            |

## Sportágak
A GSSE hat sportág és két csapatsport megrendezését írja elő: asztalitenisz, atlétika, cselgáncs, sportlövészet, tenisz és úszás; illetve a csapatsportok közül a kosárlabda és a röplabda szokott bekerülni a programba, de előfordult már a kerékpározás, a strandröplabda és a torna is.

## Összesített éremtáblázat
|          | Nemzet        | Arany | Ezüst | Bronz | Összesen |
| 1.       | Izland        | 498   | 380   | 381   | 1259     |
| 2.       | Ciprus        | 489   | 425   | 369   | 1283     |
| 3.       | Luxemburg     | 395   | 398   | 370   | 1163     |
| 4.       | Monaco        | 134   | 161   | 240   | 535      |
| 5.       | Málta         | 73    | 144   | 202   | 419      |
| 6.       | Liechtenstein | 73    | 78    | 100   | 251      |
| 7.       | San Marino    | 62    | 113   | 148   | 323      |
| 8.       | Montenegró    | 50    | 18    | 38    | 106      |
| 9.       | Andorra       | 48    | 93    | 129   | 270      |
| Összesen | Összesen      | 1822  | 1810  | 1977  | 5609     |